# Die Folterkammer des Dr. Fu Man Chu
Die Folterkammer des Dr. Fu Man Chu ist der fünfte Film der Dr.-Fu-Man-Chu-Serie des britischen Produzenten Harry Alan Towers.

## Handlung
Dr. Fu Man Chu lässt in der Karibik einen Eisberg entstehen und gegen einen Ozeanriesen rammen, hunderte Menschen sterben. Anschließend kündigt er an, in zwei Wochen die gesamte Menschheit zu vernichten, wenn sie nicht seinen Befehlen gehorcht. Nayland Smith von Scotland Yard findet ein Buch von Prof. Henderson, in dem beschrieben ist, wie man mit Hilfe einer kristallisierten Substanz jederzeit in unkontrollierbaren Mengen Wasser in Eis bzw. Wasserdampf verwandeln kann. Er vermutet, dass diese Substanz ein Opiumderivat ist und Dr. Fu Man Chu sich daher in Anatolien aufhält, da sich dort die größte Menge Opium weltweit befindet.
Fu Man Chu, der sich tatsächlich in Anatolien befindet, besetzt dort mit Hilfe von Omar Pashas Leuten den Gouverneurspalast. Anschließend lässt er seine Helfer töten, nur Omar Pashas Tochter Lisa kommt in seine Folterkammer. Auch der herzkranke Prof. Henderson befindet sich der Gewalt von Fu Man Chu. Dr. Curt Kessler und Dr. Ingrid Koch werden entführt, um eine lebensrettende Herztransplantation vorzunehmen.
Nayland Smith trifft in Anatolien ein und verbündet sich mit Omar Pasha, der seine Tochter befreien will. Dr. Kessler und Dr. Koch können nach der Operation aus dem Palast fliehen, während es Smith gelingt, Prof. Henderson zu befreien. Gemeinsam können sie den Palast verlassen, ehe Fu Man Chu diesen sprengen lässt.

## Sonstiges
Der Film basiert lediglich auf Motiven von Sax Rohmers Romanen. Der Produzent Harry Alan Towers schrieb das Drehbuch unter dem Pseudonym Peter Welbeck.
Es wurden Szenen aus mehreren anderen Filmen verwendet. Die Anfangsszene stammt aus Die 13 Sklavinnen des Dr. Fu Man Chu zusammen mit Material aus Die letzte Nacht der Titanic, die Dammbruch-Szenen aus Gefährliches Erbe.

## Kritiken
„Spannungsarme und einfältige Abenteuergeschichte ohne Profil.“